# Oligodon taeniatus
Espèce
Synonymes
- Simotes taeniatus Günther, 1861
- Simotes quadrilineatus Jan & Sordelli, 1865
- Simotes taeniatus var. mouhoti Boulenger, 1914

Statut de conservation UICN

 LC  : Préoccupation mineure
Oligodon taeniatus est une espèce de serpent de la famille des Colubridae.

## Répartition
Cette espèce se rencontre :
- au Cambodge ;
- au Laos ;
- en République populaire de Chine, dans la province du Yunnan ;
- en Thaïlande ;
- dans le sud du Viêt Nam.

## Description
Dans sa description Taylor en 1965 indique que le plus grand spécimen en sa possession, un mâle, mesure 250 mm dont 38 mm pour la queue tout en précisant que Smith indique une longueur maximale de 340 mm dont 60 mm pour la queue. Ce serpent a le dos grisâtre et présente deux bandes longitudinales brun clair. Sa face ventrale est généralement rose avec des taches quadrangulaires. Son menton est blanc ivoire.

## Publication originale
- Günther, 1861 : Second list of Siamese reptiles. Annals and magazine of natural history, ser. 3, vol. 8, p. 266-268 (texte intégral).